# Georg Ahl
Georg Ahl (* 7. Juli 1878 in Fallersleben; † 1945 in Berlin) war ein deutscher Komponist und Dirigent.

## Leben
Ahl war eines von drei Kindern des Konzertsängers Carl Wilhelm Ferdinand Ahl (1845–1921) und der Bertha Boës (1839–1919). Großonkel mütterlicherseits war der Germanist August Heinrich Hoffmann von Fallersleben. Georg Ahls Vater, ein Kaufmann in Fallersleben sowie Sänger, ging 1890 mit Frau und Kindern für mehrere Jahre in die Vereinigten Staaten, wo er als Tenorsänger in größeren Städten auftrat und in Pittsburgh als Gesangs- und Musiklehrer die Leitung über einen größeren Gesangverein übernahm.
Nach der Rückkehr ließ sich die Familie in Berlin nieder, wo Georg Ahl von 1905 bis 1908 an der Hochschule für Musik bei Paul Juon und Max Bruch studierte. Er spielte Violine und betätigte sich als Kapellmeister. Von 1908 bis 1916 war er Musikalischer Leiter am Landerziehungsheim Haubinda. Danach leistete er Kriegsdienst. Nach Ende des Weltkriegs war er ab 1919 Musikalischer Leiter auf Schloss Bieberstein. Von 1919 bis 1922 war er Musikalischer Leiter in Berlin. Von 1922 bis 1924 war er auf Konzertreise in den Vereinigten Staaten, um im Auftrag des Hilfsbunds für deutsche Musikpflege Geldspenden für notleidende Tonkünstler in Mitteleuropa zu sammeln.
Georg Ahl unterrichtete zudem in Komposition. Zu seinen Schülern gehörte Fritz Stege.